# Biblioteca Bolivariana de Mérida
La Biblioteca Bolivariana è un edificio polifunzionale situato a Mérida, in Venezuela, che serve contemporaneamente come sala di lettura, sala di esposizioni e museo; è un luogo di incontro e rappresenta uno dei punti di interesse turistico della città.
L'edificio è considerato un'opera architettonica modernista nel pieno centro coloniale della città, ha vari settori che portano i nomi dei paesi liberati da Simón Bolívar: sale di lettura, sala computer, esposizione e museo. Esternamente si affaccia su una piccola piazza, spesso utilizzata come zona commerciale dagli artigiani locali.

## Storia
La biblioteca fu inaugurata in occasione del bicentenario della nascita del "Libertador" Simón Bolívar nel 1983. Al piano inferiore ospita diversi oggetti appartenuti a Bolívar e vari cimeli del Periodo Coloniale e dei primi anni dell'indipendenza. L'edificio è stato costruito durante il governo dell'ex presidente Luís Herrera Campíns e occupa il sito di quella che era l'Escuela Picón, il municipio della città.

## Architettura
È un edificio contemporaneo la cui struttura è alleggerita da una base che poggia su colonne, con la presenza di vetrate e cassettoni di cemento. È un edificio su due livelli ed è diviso per saloni.
La porta d'ingresso è una replica del portone del palazzo dell'Inquisizione di Cartagena, città legata all'ingresso nella storia di Simón Bolívar 1813. All'inizio troviamo la sala "Colombia", destinata alle esposizioni. In questo salone si trova un'arca, donata dal governo di Trujillo, ornata da cinque condor, animale emblematico degli altopiani, che rappresentano i cinque picchi della Sierra Nevada de Mérida; al centro si trova lo scudo della città. All'interno dell'arca si conservano i verbali dell'indipendenza di Mérida (26 settembre 1811) e un ritratto di Bolívar giovane, dipinto da Iván Belski nel 1983.

## Collezioni
Nel corridoio del "Perù", al primo piano, si trova l'allegoria di Bolívar di Octavio Acuña Solano, dipinto a Lima nel 1825. Adornano la parete un arazzo peruviano donato dal presidente Fernando Belaúnde Terry e un ritratto a olio di José de San Martín, protettore del Perù, dipinto dal merideño Annerys Fernández; si affaccia sulla strada una replica del balcone del palazzo di Torre Tagle di Lima. Alla destra di questo corridoio troviamo la sala "Ecuador", dove si svolgono esposizioni e conferenze.
Più avanti, si trova la galleria "Haiti", un corridoio decorato con quadri del pittore Annerys Fernández che raffigurano Luis Brión e il presidente Pettión, amici del Libertador. Da questo corridoio si vede il salone "Panamá", luogo di riunioni della Società Bolivariana e altri enti governativi. Poi un'altra opera del pittore Iván Belski: si tratta di un murale che rappresenta il "Congresso di Panamá"; inoltre, ritratti dell'internazionalista Pedro Gual e di Andrés Bello, copie del pittore Alirio Rodríguez. Si può osservare anche uno stipo del secolo XIX, donato dai fratelli Picón Picón e che appartenne ad Antonio Ignacio Rodríguez Picón. Nell'ultimo livello si trova il corridoio "Caracas", dove si possono apprezzare tre ritratti di Bolívar dipinti nel 1996 da Néstor Melani Orozco. Inoltre, troviamo "Boulevard César Rengifo", un quadro di tecnica mista di Edgar Marquina, del 2005.
La sala "Bolivia" è la più ampia della biblioteca; è circondata da giardini e ospita le diverse bandiere nazionali: dalla prima, portata dal generalissimo Francisco de Miranda, fino all'attuale. Qui c'è anche il primo busto di Bolívar esposto al pubblico (1842), si tratta di una terracotta di modellatura arcaica elaborata da Pedro Celestino, genero di Campo Elías. Inoltre, si trovano ritratti del generale Francisco de Miranda e di Antonio José de Sucre, dipinti nel 1895 da Rafael Pino e uno di Simón Bolívar del pittore Luis Vergara Ahumada.
All'ingresso della biblioteca si trovano due busti: uno di Simón Bolívar e uno di Andrés Bello lavorato a barbottina dell'autore L. González C.. Accanto, una replica in miniatura in bronzo dell'arco di trionfo della battaglia di Carabobo, donata dall'esercito venezuelano.
Nella biblioteca sono esposti altri quadri di valore storico: un ritratto di Hipólita (la nutrice di colore del Libertador), un ritratto di Simón Rodríguez, maestro e precettore di Bolívar e un altro di Prospero Reverand del pittore merideño Francisco Lacruz. Tra le varie collezioni di libri si trovano quelli che riguardano la storia del Venezuela, Simón Bolívar ed eminenti personaggi dell'indipendenza. Fra questi le memorie del generale O'Leary, la collezione Andrés Bello, i dizionari della fondazione Polar e gli scritti di Bolívar. La biblioteca è ordinata secondo il sistema di classificazione Dewey ed è specializzata unicamente nella storia del Venezuela.